# Klinisches Ethik-Komitee
Ein Klinisches Ethik-Komitee ist ein interdisziplinäres Team, das beratend dazu beitragen soll, dass Verantwortung, Selbstbestimmungsrecht, Vertrauen, Respekt, Rücksicht und Mitgefühl als moralische Werte einer klinischen Ethik im Rahmen der Medizinethik die Entscheidungen und den Umgang mit Menschen (Patienten) in einem Krankenhaus  prägen.
Es richtet sich daher an Patienten, Angehörige, Pfleger, Ärzte, aber auch an alle anderen Mitarbeiter eines Krankenhauses. Kompetent und zeitnah soll geholfen werden, anstehende oder schon getroffene Entscheidungen in den verschiedenen Bereichen wie Medizin, Pflege und Ökonomie ethisch zu reflektieren und aufzuarbeiten.
Das Klinische Ethik-Komitee ist im Gegensatz zur medizinischen Ethikkommission nicht für die Beurteilung von Forschungsvorhaben zuständig, die eine Beteiligung von gesunden Probanden oder Patienten einschließen.
Die Einrichtung von Klinischen Ethik-Komitees begründet sich einerseits in einem Bedürfnis nach ethischer Orientierung durch die zunehmenden Möglichkeiten der Medizin, Leben entscheidend in seinem Verlauf und seinen Formen zu beeinflussen, und in der Absicht, die Möglichkeiten mit Prinzipien des medizinethisch angemessenen Handelns, wie der Berücksichtigung des (mutmaßlichen) Patientenwillens oder angemessenen Berücksichtigung des Patientenwohls in Einklang zu bringen. Darüber hinaus werden Strukturen der ethischen Konfliktbewältigung mittlerweile auch als Teil der Qualitätssicherung verstanden. So schreibt etwa das hessische Krankenhausgesetz seit 2011 die verpflichtende Bestellung eines Ethikbeauftragten vor. Bei einer Qualitätsmanagment-Zertifizierung nach KTQ oder ProCum Cert wird der strukturierte Umgang mit ethischen Fragen in Krankenhäusern als ein Qualitätsmerkmal berücksichtigt.
Eine Grundlage der Ethikberatung durch ein klinisches Ethik-Komitee (als Form der Angewandten Ethik) ist die Praktische Philosophie wie sie auch in der Philosophischen Praxis zur Anwendung kommt.

## Aufgaben und Ziele klinischer Ethik-Komitees
Klinische Ethik-Komitees arbeiten in der Regel in drei Teilbereichen. Sie beteiligen sich an der Aus- und Weiterbildung sowie der Sensibilisierung von Mitarbeiterinnen und Mitarbeitern in Einrichtungen des Gesundheitswesens für Fragen der Ethik. Sie erarbeiten weiterhin Ethikleitlinien und Stellungnahmen für die Institutionen, denen sie angehören. Schließlich führen sie – gerade in ethischen Grenzbereichen – individuelle klinisch-ethische Fallberatungen durch, um die Entscheidungsfindung zu erleichtern.

### Aus- und Weiterbildung
Im Rahmen der Aus- und Weiterbildung adressieren Klinische Ethik-Komitees oftmals Fragen die zentrale ethische Konfliktpunkte in der Medizin betreffen. Dies kann etwa ethische Fragen am Lebensende, wie die Einordnung von unterschiedlichen Formen der Sterbehilfe, den Umgang mit Therapiebegrenzungen aber ebenso die Berücksichtigung von kulturellen oder religiösen Besonderheiten im Behandlungsablauf umfassen. Hierzu werden zielgerichtete Informations- und Weiterbildungsangebote geschaffen, die üblicherweise auch Angebote für eine interessierte Öffentlichkeit (z. B. Patientinnen und Patienten oder Angehörige) einschließen.

### Entwicklung von Leitlinien
Ein weiteres Ziel ist die Erarbeitung von Leitlinien für den ethischen Umgang mit wiederkehrenden klinischen Problemsituationen. Beispiele hierfür sind etwa Orientierungshilfen zum Umgang mit Patientenverfügungen oder ethische Grundsätze zum Umgang mit künstlicher Ernährung. Der Terminologie der Akademie für Ethik in der Medizin – dem deutschen wissenschaftlichen Fachverband der Medizinethik – folgend können Leitlinien als die Festlegung von Handlungs- und Entscheidungskorridoren verstanden werden, „von denen in begründeten Fällen abgewichen werden kann oder sogar muss“. Sie stellen eine systematisierte Orientierungshilfe für die beteiligten Personen dar, deren Anwendbarkeit für den Einzelfall zu prüfen ist.

### Klinisch-ethische Fallberatung
Aufgabe des Klinischen Ethik-Komitees im Rahmen klinisch-ethischer Fallberatungen ist es, betroffenen Menschen in ethischen Krisensituationen, etwa in schwierigen Behandlungsentscheidungen, oder bei Unklarheiten über den (mutmaßlichen) Willen des Behandelten, zur Beratung zur Verfügung zu stehen. Klinisch-ethische Fallberatungen werden in Form strukturierter Gesprächsformate durchgeführt, die von geschulten Mitgliedern des Ethik-Komitees durchgeführt werden. In diesen Formaten werden fallbezogen und konsensorientiert unterschiedliche Handlungsoptionen gegeneinander abgewogen. Im Anschluss wird ein Protokoll erstellt, dass eine Handlungsempfehlung, sowie im Ausnahmefall auch abweichende Voten enthalten kann und das der Krankenakte der betroffenen Person beigegeben werden kann.
Klinisch-ethische Fallberatungen finden meistens unter Einbezug von Vertreterinnen und Vertretern des Gesundheitspersonals, gegebenenfalls auch unter Einbezug von Patientinnen und Patienten oder Angehörigen statt. Es existieren in Abhängigkeit vom Gesundheitskontext, den Arbeitsweisen des Ethik-Komitees und unterschiedlichen Auffassungen über die Bedeutung und Aufgabe ethischer Deliberation verschiedene Modelle und Gesprächsformen. Im deutschen Sprachraum anzutreffende Strukturierungsformen sind die so genannte Nimwegener Methode, der Bochumer Arbeitsbogen zur medizinethischen Praxis oder das Basler Modell zur klinischen Ethikkonsultation.

## Geltungsbereich und Anwendung ethischer Empfehlungen
Auch wenn es vielfache Berührungspunkte zwischen medizinrechtlichen und ethischen Fragen gibt und viele Ethik-Komitees auch über Mitglieder mit juristischer Expertise verfügen, wird in der Regel Wert darauf gelegt, dass keine (medizin-)rechtliche Bewertung von oder Beratung über eine spezifische Situationen erfolgt. Das geltende Recht bildet hier vielmehr den Rahmen innerhalb dessen ethisch begründete Handlungsempfehlungen erörtert werden sollen. Aus diesem Grund kommt den Handlungsempfehlungen in klinisch-ethischen Fallberatungen oder den Empfehlungen im Rahmen von Leitlinien keine besondere rechtliche Verbindlichkeit zu. Aus rechtlicher Sicht bleiben Behandlungsentscheidungen stets in der Verantwortung des behandelnden Arztes oder der Ärztin. Ethik-Komitees verstehen sich in diesem Sinn als Organe der Entscheidungsunterstützung, die die Möglichkeit einer sorgfältigen Abwägung in schwierigen Fällen eröffnen, nicht jedoch als entscheidende Instanzen.
Entwickelte Ethik-Leitlinien können in ihrem Geltungsbereich (z. B. für alle Mitarbeiterinnen und Mitarbeiter eines bestimmten Krankenhauses) als Verfahrensanweisung oder im Qualitätssicherungssystem der Einrichtung verankert werden und können auf diesem Weg eine gewisse Verbindlichkeit erlangen.

## Wirtschaftliche Auswirkungen
Die entstehenden Kosten sind hauptsächlich durch die Arbeitszeit der beteiligten Mitarbeiter bedingt, durch die Zusammenkünfte des KEK und bei der Einberufung eines EK, sowie durch die Fortbildung der Mitglieder des KEK´s und der öffentlichkeitsrelevanten Veranstaltungen.